# Association des élèves et étudiants musulmans de Guinée
Association des élèves et étudiants musulmans de Guinée (AEEMG) est une association basée en république de Guinée,.
Elle fut créée en 1988 à l'université Gamal Abdel Nasser de Conakry conformément à l’article 10 de la loi fondamentale guinéenne.

## Historique
L'Association des élèves et étudiants musulmans de Guinée (AEEMG) est créée en 1988 à l'université Gamal Abdel Nasser de Conakry sous le nom comité islamique universitaire (CIU) par Mamadou lamine Diallo et Sadamoudou Kaba, qui fut changé à l'occasion de son expansion et de l'obtention de son agrément en 1993.
À la suite de cette expansion, l'AEEMG décida de créer la cellule féminine en 1994, qui, par sa motivation, initia plusieurs activités en collaboration avec les bureaux.
L'AEEMG à travers ses objectifs de contribuer à la formation et à l'épanouissement de ses membres, va mettre en place plusieurs activités sur le plan national, par exemple l'organisation du congrès où sont prises les décisions les plus importantes de l'association, comme la révision des statuts et règlements, l'élection du président du comité exécutif national à sa tête Mamadou Samba Bah,.
Depuis 1999, elle organise tous les deux ans le camp national de formation islamique (CANAFI), un camp regroupant des campeurs et des formateurs venus de tous les coins de la Guinée afin d'en  apprendre sur leur religion, se préparer pour leur vie professionnelle et savoir comment contribuer au développement de la nation.
Cette association est présente dans plusieurs pays d'Afrique de l'Ouest. C'est dans ce cadre que l'ensemble de ces associations organisent des rencontres, dénommée l'assemblée générale de l'organisation de la jeunesse musulmane en Afrique de l'Ouest (OJEMAO).

## Objectifs
l'AEEMG se fixe pour objectifs principaux :
1. Sauvegarder la foi de l’élève et de l’étudiant musulmans de Guinée;
2. Encourager et développer l’union et la fraternité entre ses membres;
3. Apporter sa contribution à la réussite de la politique éducative et culturelle engagée dans notre pays, et cela par l’enseignement du culte et de la morale islamique;
4. Contribuer au développement socio-économique de la nation;
5. Entreprendre, d’une manière générale, toute action de nature à favoriser la promotion de l’islam et l’épanouissement des musulmans

## Organisation
L'AEEMG est structurée en :
- Sous-section - Cellules locales dans les lycées, collèges et universités du pays ;
- Sous-comité de Gouvernorat  - Coordinations régionales ;
- Section préfectorale - Coordinations préfectorales  ;
- Section sous-préfectorale - Coordinations sous-préfectorales ;
- Comité exécutif national - Bureau exécutif national, élu périodiquement et chargé de la direction générale de l’association ;
- Conseil consultatif - Bureau de conseil et de consultation regroupant l'ensemble des anciens membres;
- Commissariat aux comptes - Bureau en charge du suivi et de la gestion des biens de l'associations;
- Conseil supérieur permanent - Conseil regroupant les membres fondateurs;
- Une cellule féminine existe également dans chaque bureau pour l’encadrement et la formation des étudiantes musulmanes.

## Activités
L’association organise régulièrement :
- des séminaires de formation pour ses responsables et membres qui sont :
  - Sifra (Séminaire interne de formation des responsables de l'association);
  - Serfoterob (Séminaire régional de formation technique des responsables des organes de base);
- Canafi (Camp national de formation islamique);
- des conférences, panels et retraites spirituelles ;

- des actions sociales (soutien aux orphelins, aide aux élèves en difficulté, dons en période de Ramadan, sensibilisation sur la santé et l’éducation);
- Seffem (Séminaire de formation de la femme musulmane)

## Relations et partenariats
L'AEEMG entretient des relations avec :
- les autres associations musulmanes en Afrique de l’Ouest (notamment l’AEEMCI de la Côte D'Ivoire, l’AEEMB du Burkina Faso, l'AEEMS du Sénégal, etc.) ;
- l’Organisation de la Jeunesse Musulmane en Afrique de l’Ouest (OJEMAO), dont elle est membre actif.

## Présidents
La liste des présidents successifs de l'AEEMG
| N° | Portrait | Prénoms et nom        | Début | Fin      |
| -- | -------- | --------------------- | ----- | -------- |
| 1  |          | Sadamoudou Kaba       | 1988  | 1990     |
| 2  |          | Mohamed Lamine Diallo | 1990  | 1996     |
| 3  |          | Mamadou Billé Barry   | 1996  | 2001     |
| 4  |          | Mamadou Saliou Barry  | 2001  | 2003     |
| 5  |          | Mamadou Saliou Sow    | 2003  | 2005     |
| 6  |          | Louceny Diakité       | 2005  | 2010     |
| 7  |          | Abdoulaye Chérif Bah  | 2010  | 2014     |
| 8  |          | Abdoul Rahim Sow      | 2014  | 2018     |
| 9  |          | Mohamed Fodé Sacko    | 2018  | 2024     |
| 10 |          | Mamadou Samba Bah     | 2024  | en cours |

## Galerie

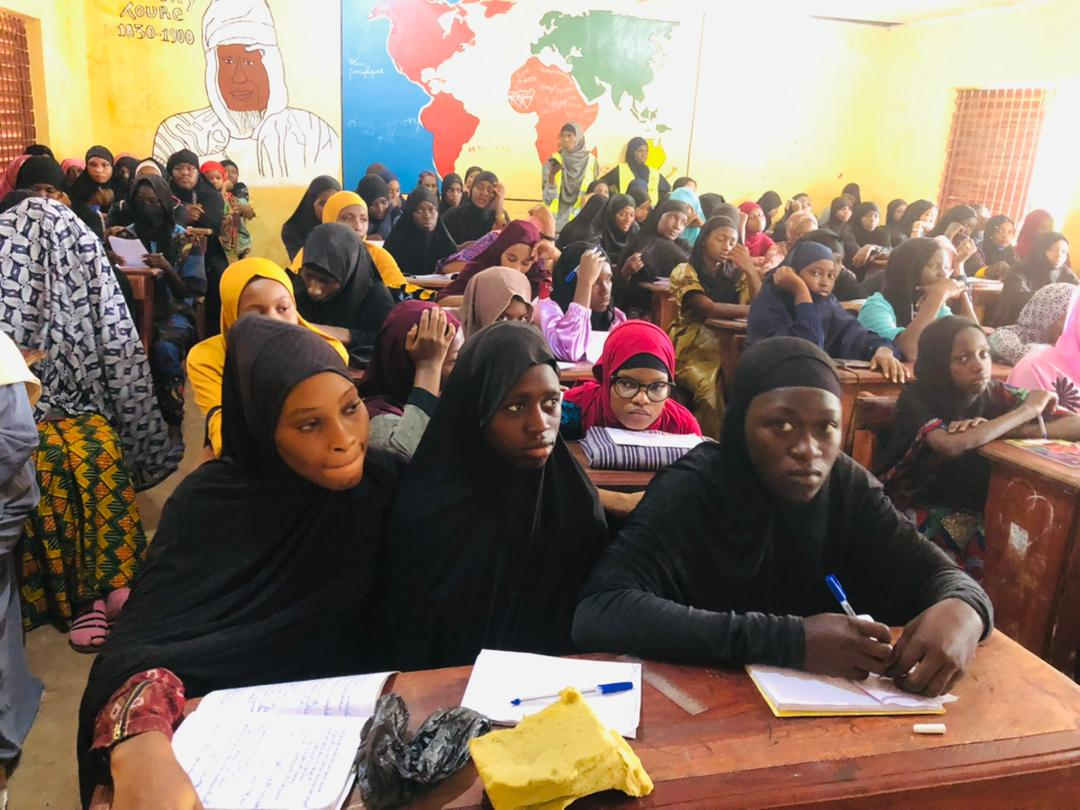
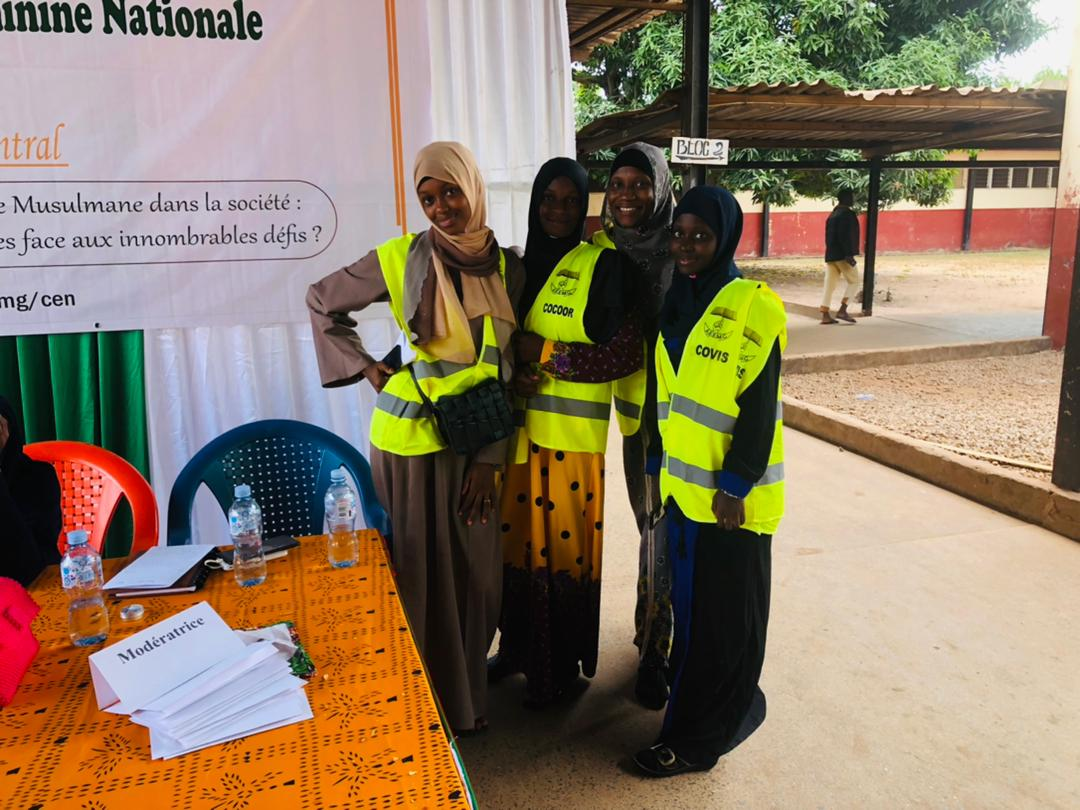

- AEEMG SC-Ratoma
- Cellule féminine de Ratoma